# Borough
Borough – obszar administracyjny (czasami utożsamiany z gminą lub okręgiem) w wielu krajach z kręgu kultury germańskiej. Współcześnie w sensie ogólnym termin borough odnosi się do posiadającego własny samorząd township, chociaż w praktyce jego zastosowanie jest dość szerokie.
Angielskie słowo borough wywodzi się z germańskiego burg, w znaczeniu fort: bury (Anglia), burgh (Szkocja), Burg (Niemcy), borg (Skandynawia), pori (Finlandia), burcht (Holandia), ale istnieje także − w postaci zapożyczeń − w krajach sąsiadujących w przeszłości z Germanami, a należące do rodziny języków indoeuropejskich, jak na przykład borgo (w języku włoskim), bourg (francuskim), burgo (hiszpańskim i portugalskim), purg (kajkawskim) czy durg w (hindi). Słowa te, jako przyrostki, występują w nazwach miast (na przykład, Canterbury, Strasburg, Luksemburg, Edynburg, Hamburg, Göteborg), co zazwyczaj oznacza, że w przeszłości były ufortyfikowane.
Słowo borough pojawiło się przypuszczalnie za panowania Alfreda Wielkiego, który wzniósł system osiedli obronnych zwanych burh, a by właściwie nimi zarządzać przyznał im rodzaj autonomii. Od podboju Normanów, kiedy to określonym miastom przyznano instytucje samorządowe, termin burh/borough zaczął być używany właśnie w odniesieniu do takich miast. Jednostki borough mogły dodatkowo posiadać tytuł „królewskich” (royal boroughs), dzisiaj mających wyłącznie znaczenie honorowe.
W średniowieczu były to osady w Anglii, które posiadały rodzaj samorządu; ich szkockim odpowiednikiem był burgh. W Królestwie Anglii miały one również prawo wyboru swych przedstawicieli do parlamentu. Pod koniec XVII wieku dwieście angielskich borough wybierało ok. 4/5 parlamentarzystów zasiadających w Izbie Gmin.
Zasada działania borough była następnie powielana (częstokroć zupełnie odmiennie) w innych krajach. W dzisiejszych czasach borough to najczęściej miasto lub miasteczko posiadające własne władze. Jednak w niektórych dużych miastach (na przykład w Londynie, Nowym Jorku, Montrealu czy Tokio) jest to przeważnie dzielnica będąca częścią większego organizmu. W takich przypadkach borough posiada tylko ograniczone uprawnienia samorządowe lub nie posiada ich wcale. W Londynie, gdzie przez długi czas nie było centralnych władz miejskich, borough było jedynym zarządem lokalnym znanym mieszkańcom; w Tokio nazywane są wardami lub posiadającymi prawa samorządowe miastami, ale mimo to będąc jedynie częściami składowymi większego organizmu, który stanowi odpowiednik prefektury.
Gdzie indziej, jak na przykład na Alasce, termin borough odnosi się do całego regionu; największe borough Alaski, North Slope Borough, jest obszarowo porównywalne do całego Zjednoczonego Królestwa, choć ma mniej mieszkańców niż miasteczko Swanage. W Australii borough może oznaczać nawet miasto wraz z przyległymi terenami.
Borough, jako jednostka administracyjna, spotykane jest obecnie w Irlandii i w Wielkiej Brytanii, zwłaszcza w Anglii i Irlandii Północnej, a także w kanadyjskiej prowincji Quebec i − dawniej − w Ontario, w niektórych stanach USA, w Izraelu, a w przeszłości w Nowej Zelandii.